# Лучший дебютант сезона Единой лиги ВТБ
Лучший дебютант сезона Единой лиги ВТБ — награда игроку, который лучше всех провёл свой первый сезон в Единой лиге ВТБ. Она присуждается ежегодно с сезона 2020/2021. Награда вручается по итогам регулярного сезона. С момента учреждения награды титул присуждался 4 разным игрокам. Текущий обладатель титула — Алекса Аврамович.

## Список победителей
| Сезон     | Игрок             | Команда          | Ссылка |
| --------- | ----------------- | ---------------- | ------ |
| 2020/2021 | Габриэль Лундберг | Зелёна-Гура ЦСКА | [ 1 ]  |
| 2022/2023 | Тома Эртель       | Зенит            | [ 2 ]  |
| 2023/2024 | Ксавье Рэтан-Мэйс | Енисей           | [ 3 ]  |
| 2024/2025 | Алекса Аврамович  | ЦСКА             | [ 4 ]  |